# 鲁弘璋
鲁弘璋，浙江会稽（今浙江绍兴）人，是一名清朝政治人物。
鲁弘璋曾于1729年接替文铎任金山县知县一职，1730年由高泽莱接任。